# Patrick Gateau
Pour les articles homonymes, voir Gateau.
Patrick Gateau, né le 8 janvier 1957 à Lyon, est un criminel multirécidiviste français, à l'origine d'une polémique sur la libération conditionnelle, en 2005, lors de « l'Affaire Gateau-Mathey ».
Délinquant dès 1975, Gateau effectue son premier séjour en détention, à l’age de 18 ans, et commet son premier crime, en janvier 1977, en violant son ancienne petite-amie. Condamné, en décembre 1978, à 5 ans de réclusion criminelle, il sera libéré en mai 1981, mais sera condamné à plusieurs reprises jusqu’en 1987,.
Incarcéré en mai 1987, dans le cadre d’une affaire de harcèlement et de menaces de mort, Gateau est identifié, avec son complice, comme l'auteur d’un assassinat commis le 1er juin 1984. Ils sont inculpés en octobre 1987 et seront condamné à la réclusion criminelle à perpétuité, en octobre 1990.
Placé en semi-liberté, en juillet 2003, puis libéré, le 1er décembre 2003, Gateau fait la connaissance de Serge Mathey en 2005.
Le 2 juin 2005, Gateau et Mathey tuent une femme, dans le but de lui voler sa voiture ainsi que ses économies. À la découverte du corps, huit jours plus tard, Mathey se dénoncera et désignera Gateau comme l'instigateur du crime. Mis en examen le 13 juin 2005, Gateau et Mathey sont incarcérés. En juin 2008, Mathey sera condamné à 30 ans de réclusion criminelle, tandis que Gateau sera condamné à la réclusion criminelle à perpétuité, assortie d’une période de sûreté de 22 ans.
En plus des deux assassinats pour lesquels il a été condamné en 1984 et 2005, il est soupçonné d’un troisième meurtre, commis en octobre 2004, dans des conditions similaires, ce qui ferait de lui un tueur en série,.
L'Affaire Gateau-Mathey a fait l'objet d'un débat sur la récidive à la suite des déclarations du ministre de l'Intérieur de l'époque, Nicolas Sarkozy, en raison de la condamnation de Gateau à la réclusion criminelle à perpétuité pour un premier assassinat commis 21 ans plus tôt. La Loi relative au traitement de la récidive des infractions pénales sera mise en vigueur, le 12 décembre 2005, ainsi que la rétention de sûreté, le 25 février 2008,.

## Biographie
Patrick Gateau naît le 8 janvier 1957 à Lyon. Il est l’aîné d’une fratrie de trois enfants. Sa mère est ménagère et son père, aide-chauffeur, est alcoolique. Le jeune Patrick est décrit comme étant un élève médiocre mais sans histoire durant sa scolarité.
En 1965, les parents de Gateau se séparent alors qu’il est âgé de 8 ans. Patrick est confié à la garde de sa grand-mère, à Fontaine-Saint-Martin.
En 1971, à l’âge de 14 ans, Gateau abandonne sa scolarité, ses parents attribuant cela à sa fainéantise.
Il est arrêté pour la première fois, en 1975, à l'âge de 18 ans, pour vol, coups et blessures volontaires et violation de domicile. Il est inculpé pour ces faits, mais laissé en liberté sous contrôle judiciaire.
Le 29 août 1975, Gateau est condamné par le Tribunal correctionnel de Lyon, à un an de prison, dont quatre mois de sursis avec mise à l'épreuve. Il est placé en détention, avant d'être rapidement libéré.
Gateau entretient, en 1976, une relation avec une jeune fille de 16 ans. Elle rompt avec lui quelques mois plus tard, lorsque Gateau est arrêté pour des faits de vol et de violences. Il reste cependant en liberté dans l’attente de sa comparution. Furieux que sa petite-amie le quitte, Gateau jure de se venger.

### Affaire de viol, incarcération et autres condamnations
Le 27 janvier 1977, Gateau, 20 ans, se rend avec deux complices au domicile de son ancienne petite-amie, et lui propose de faire un tour en voiture. Tous trois l'embarquent et la conduisent dans un endroit isolé et la violent. Après avoir relâché leur victime, Gateau et ses complices quittent les lieux et l’abandonnent sur place. La jeune fille dépose plainte contre ses agresseurs, et livre leurs noms. Gateau et ses complices sont rapidement arrêtés. Tous trois sont inculpés de viol sur mineure et placés en détention provisoire.
Le 22 avril 1977, Gateau est condamné par le Tribunal correctionnel d'Annecy à un an pour vol, coups et blessures volontaires. Quelques mois plus tard, 15 février 1978, Gateau est de nouveau condamné par le Tribunal correctionnel de Lyon à 13 mois de prison ferme pour vol.
Le 13 décembre 1978, Gateau comparaît devant la Cour d'assises du Rhône, en compagnie de ses complices, pour le viol de son ancienne petite-amie. Les trois auteurs n'encourent qu'une peine relativement faible, le viol n'étant encore qu'un délit aux yeux de la loi au moment des faits. La Cour condamne Gateau à 5 ans de réclusion criminelle.

### Libération, réincarcération et rencontre avec Christian Gay
Gateau est libéré en mai 1981, après plus de quatre ans de détention. Il est alors âgé de 24 ans.
Il ne renonce pas à son mode de vie et est arrêté, en 1982, pour cambriolage et vol avec violence. Il est inculpé pour ces faits mais laissé en liberté sous contrôle judiciaire.
Le 5 octobre 1982, Gateau est condamné à 2 ans et demi de prison ferme. Il est placé en détention pour y purger sa peine.
Il est libéré en 1984, à l’âge de 27 ans. Au cours de cette période, Gateau rencontre Christian Gay, délinquant de 22 ans avec qui il se lie. Vivant de petits délits, Gay est un jeune homme facilement influençable qui est dans une relation tumultueuse avec Jeanine Brandlé, une femme de 49 ans,.

### Assassinat de Jeanine Brandlé
Le 1er juin 1984, Jeanine Brandlé rentre chez elle accompagnée de son fils après avoir vendu sa maison de campagne, près de Sainte-Foy-lès-Lyon. Elle ressort peu de temps après  pour déplacer sa voiture, garée illégalement. Parvenue sur les lieux, Gateau et Gay l'abordent et l’embarquent dans la voiture de Gay. Les deux hommes roulent plusieurs kilomètres et l’emmènent dans un bois près de la décharge de Sainte-Foy-lès-Lyon. Gateau et Gay attachent leur victime à un arbre, avant de la tuer de deux balles de pistolet. Gateau et Gay retournent alors sur le lieu de l'enlèvement et dérobent la voiture de leur victime, qu'ils abandonneront par la suite. Inquiet de la disparition soudaine de sa mère, le fils de Jeanine prévient la gendarmerie. Il expose alors les circonstances troublantes au cours desquelles Jeanine, ressortie pour un instant seulement, n'a jamais reparu.
Une information judiciaire est ouverte, le 4 juin 1984, pour « enlèvement et séquestration » et de premières recherches sont effectuées, sans effet.
Le corps de Jeanine Brandlé est découvert le 9 juin 1984, après huit jours de recherches, dans le bois de la décharge de Sainte-Foy. Une enquête pour assassinat est ouverte, mais débouche sur une ordonnance de non-lieu, les enquêteurs ne disposant d'aucune piste ni indice,.

### Autres incarcérations
Le 12 juin 1984, Gateau est condamné à 10 mois de prison ferme par le Tribunal correctionnel de Lyon. La détention préventive effectuée en 1982 couvrant sa peine, il ne retourne pas en prison.
En juillet 1984, Gateau tire une balle de pistolet sur Gay sans l'atteindre. Gay dépose une plainte contre Gateau, qui est brièvement incarcéré pour coups et blessures, avant d’être libéré quelques mois plus tard. Les relations entre Gateau et Gay se distendent alors et ils se perdent de vue.
Au début de 1985, Gateau est de nouveau arrêté pour vol à l'étalage et recel. Il est inculpé mais laissé en liberté sous contrôle judiciaire. À ce stade, il n'est toujours pas soupçonné de l’assassinat de Jeanine Brandlé.
Le 12 mars 1985, Gateau est de nouveau jugé par le Tribunal correctionnel de Lyon et condamné à 2 ans de prison ferme. Il est placé en détention pour y purger sa peine.
Le 27 août 1985, Gateau est condamné pour recel à un an de prison ferme (peine qui se confond avec les deux ans ; cette dernière étant inférieure, la peine de deux ans est donc la peine définitive pour ces deux affaires).
Libéré en 1986, Gateau est de nouveau arrêté pour vol avec effraction. Inculpé, il reste à nouveau en liberté sous contrôle judiciaire.
Gateau est arrêté le 23 octobre 1986 et placé en détention provisoire, à la suite d'un vol commis en état récidive. Il comparaît devant le tribunal correctionnel de Vienne, le 16 décembre 1986, et écope de deux ans de prison, dont un avec sursis.

### Évasion, affaire de harcèlement et lien avec l’affaire Brandlé
Le 4 mai 1987, Gateau bénéficie d'une permission de sortie d'une journée. Il est censé ré-intégrer la Maison d'arrêt de Grenoble-Varces le soir même, mais n'y revient pas. En cavale, il reprend contact avec Christian Gay. Les deux hommes repèrent une femme qu'ils entreprennent de harceler, lui racontant notamment avoir « liquidé une femme », quelques années auparavant et s'en être débarrassés dans une décharge. La victime se rend à la sûreté urbaine de Lyon, rapportant les menaces des deux hommes et révélant leurs noms : Patrick Gateau, 30 ans, et Christian Gay, 26 ans.
Gateau et Gay sont arrêtés, le 26 mai 1987, dans le cadre de cette affaire. Gay est inculpé de harcèlement et de menaces de mort, puis laissé en liberté sous contrôle judiciaire. Gateau est, lui, poursuivi pour évasion, harcèlement et menaces de mort et placé en détention provisoire à la Prison de Moulins.
Le juge Philippe Courroye rouvre alors le dossier de l'affaire Brandlé, s’appuyant sur le témoignage de la femme victime de harcèlement. Il s'intéresse de très près à Gateau, déjà condamné pour vol et violences sexuelles, et qui, à la suite de son évasion, semble vouloir se « venger de la société qui le décrit comme dangereux »; ce qui, a ses yeux, fait de lui un suspect sérieux dans l'affaire Brandlé, quoiqu'il ne soit pas connu des services de police comme meurtrier. Gay est soupçonné également , du fait de son association avec Gateau à l'époque des faits.

### Mise en cause dans l’affaire Brandlé
Gateau et Gay sont placés en garde à vue, en octobre 1987, pour l’assassinat de Jeanine Brandlé. Lors de son audition Gateau affirme avoir voulu dérober une voiture mais réfute toute accusation contre lui et affirme être resté dans la voiture de Gay au moment du crime, en déclarant que celui-ci est l’auteur des coups de feu sur Mme Brandlé afin qu’elle ne dénonce aucun des deux auteurs. Gateau reste sur cette version des faits durant toute l’instruction. Gay est inculpé d’assassinat et placé en détention provisoire. Gateau est également inculpé d’assassinat et regagne la Prison de Moulins, dans laquelle il est incarcéré depuis quatre mois.
Le 10 décembre 1987, Gateau comparait devant le tribunal correctionnel de Bourgoin-Jallieu pour harcèlement, menaces de mort et pour son évasion. Il est condamné à quatre ans de prison ferme.
Gateau et Gay sont examinés par plusieurs psychiatres, au cours de leur détention. Il en ressort que Gateau possède des tendances manipulatrices quand Gay, lui, est décrit comme aisément influençable. Ce qui cadre avec l'hypothèse que Gateau ait influencé Gay et rejette sur lui la responsabilité du crime pour s’en exonérer.
Au bout de trois ans d’instruction, Gateau et Gay sont renvoyés devant la Cour d’assises du Rhône pour enlèvement suivi d’assassinat.

### Jugement dans l’affaire Brandlé
Le 24 septembre 1990, débute le procès de Gateau et Gay, devant la Cour d’assises du Rhône.
Gateau maintient ne pas avoir tiré les coups de feu sur Mme Brandlé et continue d’accuser Gay d’avoir ligoté et tué la jeune femme pendant qu’il était dans sa voiture à l’attendre. Gay, quant-à-lui, affirme que les coups de feu ont été tirés par Gateau afin que la victime ne les dénonce pas. La cour dit donc statuer entre deux hypothèses différentes : le crime passionnel ou l’assassinat d'un témoin gênant. Gay, quant à lui, reconnaît avoir donné l’un des deux coups de feu, mais affirme avoir agi sous la pression de Gateau.
Lors des réquisitions, Me Jean-Olivier Viout, l’avocat général, requiert une peine de réclusion criminelle à perpétuité pour les deux accusés et ne réclame pas de peine de sûreté particulière en raison de la jeunesse des deux hommes. Le verdict est conforme aux réquisitions de Me Viout.
Le 2 octobre 1990, Gateau et Gay sont condamnés à la réclusion criminelle à perpétuité assortie d’une période de sûreté de 15 ans,.

### Détention à Ensisheim et mariage
Incarcéré à la Prison de Moulins, Gateau est transféré en octobre 1993, à la Maison centrale d'Ensisheim pour y purger le reste de sa peine. Gateau passe un CAP de cuisine puis travaille comme cuisinier au sein de prison, où il prépare le repas d’environ 200 détenus. Gateau est décrit comme étant travailleur et n’hésite pas à aider à l’entretien de la prison, sur la proposition de surveillants avec qui il s'est lié d’amitié.
Gay, quant à lui, ne se remettra jamais de son crime et se suicidera en juin 1992, après quatre ans et demi d’incarcération,.
À la Maison centrale d'Ensisheim, Gateau se passionne également pour le dessin et vend plusieurs de ses tableaux à des surveillants. Il rencontre Annick A., une femme de vingt ans son aîné, lors d’un reportage sur la prison, et tous deux tombent amoureux. Gateau est extrêmement soutenu par sa compagne, qui croit également en sa réinsertion, et le couple annonce à la Centrale Ensisheim avoir le projet de se marier.
Patrick et Annick se marient en avril 1998, au sein de la Maison centrale d'Ensisheim. Gateau est alors âgé de 41 ans et purge sa peine depuis près de 11 ans ; un peu plus de quatre ans avant d’être éligible à une libération conditionnelle.
Le 18 avril 2002, Gateau dépose une première demande de remise en liberté, dans laquelle ne revient pas sur sa version du meurtre, insistant sur une sa promesse d’embauche dans une pizzeria. Cette demande, jugée prématurée, est refusée quelques mois plus tard.
En janvier 2003, une nouvelle demande est déposée, sa promesse d’emploi étant toujours valable. Cette demande, assortie d’un régime de semi-liberté, lui est accordée par le juge d’application des peines, en juin 2003, estimant Gateau apte à une réinsertion.

### Libération et rencontre avec Serge Mathey
À partir du 3 juillet 2003, Gateau quitte temporairement la Maison centrale d'Ensisheim, dans le cadre de son régime de semi-liberté. Cinq mois durant, il travaille en pizzeria la journée et regagne la Maison centrale d'Ensisheim le soir,.
Il retrouve pleinement la liberté, le 1er décembre 2003, en faveur d’une libération conditionnelle, et s’installe avec son épouse à Mulhouse,.
Gateau est décrit comme un mari modèle et un travailleur exemplaire. Il a gardé contact avec ses anciennes connaissances de prison. Son employeur lui laisse même la responsabilité de la surveillance nocturne de la pizzeria. Outre cela, Gateau continue sa thérapie, comme sa liberté le prévoit, et est décrit comme « un symbole de réinsertion ». Il est cependant marqué par ses 16 années de détention et craint d’être reconnu par des passants pour le meurtre de Jeanine Blandlé.
En juillet 2004, Gateau et Annick déménagent à Rebais, pour se rapprocher du fils d’Annick. Il est apprécié dans ce petit village, dans lequel il expose des aquarelles dans les locaux d’une agence immobilière. Gateau travaille durant quelques mois dans une ferme, avant de se retrouver au chômage. Ne parvenant plus à retrouver un emploi, Gateau se rend à la Mairie de Rebais, qui lui procure des petits travaux d’entretien de jardin.
En raison de ses difficultés professionnelles et financières, le comportement de Gateau change rapidement : il se bagarre avec son beau-fils, conduit sans permis et détient des armes de façon illégale.
En janvier 2005, Gateau rencontre le voisin du fils d’Annick, Serge Mathey, avec qui il se lie d’amitié. Mathey est âgé de 25 ans, tandis que Gateau a 48 ans. Tout comme Christian Gay, Mathey est un jeune homme vivant de petits délits et facilement influençable. Après leur rencontre, Gateau et Mathey tentent de commettre divers cambriolages afin de rembourser les dettes de Mathey, mais sont systématiquement mis en fuite.

### Assassinat de Nelly Crémel
Pour Aperçu de l'affaire, voir Affaire Gateau-Mathey.
Le 2 juin 2005, Gateau et Mathey chargent le coffre de la voiture de Gateau de plusieurs armes à feu qu'il a volées. Ils roulent des heures durant, à la recherche d'une maison à cambrioler. Ils en repèrent une isolée, située à 25 kilomètres, au Tillet, mais renoncent à la s'y introduire parce qu'elle est gardée par un molosse. Aux alentours de 10 h, Gateau et Mathey croisent Nelly Crémel, une femme de 39 ans, qui fait son jogging matinal près de Reuil-en-Brie. Gateau gare sa voiture derrière un bouquet d'arbres, fait descendre Mathey, qui se met en embuscade pour surprendre la joggeuse et lui dérober son sac banane. Mathey la ceinture, la muselle d'une main et l’embarque dans la voiture de Gateau. Quand ils comprennent que Nelly n'a pas d’argent sur elle, Gateau et Mathey lui lui extorquent son adresse. Arrivés sur place, les deux hommes voient qu’il leur sera impossible de mettre à exécution leur plan de cambrioler discrètement son domicile. Ils s'éloignent alors et s’arrêtent dans un bois près de Reuil-en-Brie. Gateau tend une arme à Mathey, lui ordonnant de tuer Nelly, mais celui-ci tremble et refuse de s’exécuter. Agacé par l’inertie de son complice, Gateau le menace avec son pistolet. Mathey tire alors deux coups de feu, la tabasse à l’aide d’un rondin, la blessant grièvement, et se jette sur elle avec Gateau, qui la frappe avec une crosse de fusil. Les deux hommes quittent ensuite les lieux. Toujours vivante lorsque partent ses assaillants, Nelly décèdera plus tard de ses blessures,,,,.
Au cours de la soirée, le mari de Nelly s’inquiète de son absence et signale sa disparition au commissariat. Une enquête est alors ouverte et des battues sont organisées pendant plusieurs jours, mais n’aboutissent pas.
Le corps est retrouvé le 10 juin 2005, dans le bois à proximité de Reuil-en-Brie. L’autopsie révèle que la victime a reçu deux balles de fusil ainsi que de nombreuses plaies à la tête, révélatrices de l'acharnement des auteurs de l'agression. Seule son alliance permet d’identifier la victime a ce moment là, le corps de Nelly étant en trop mauvais état.
Le 11 juin 2005, après avoir appris la découverte du corps de Nelly, Mathey se confie à ses proches et leur avoue, avec remords, être l'auteur de l’assassinat. Il part alors se dénoncer à la gendarmerie mettant aussi Gateau en cause,,.

### Arrestation, incarcération et débats sur la récidive
Dans l'après-midi du 12 juin 2005, Mathey est placé en garde à vue et reconnaît avoir tué Nelly sous la contrainte de Gateau. Deux heures plus tard, Gateau est arrêté et placé en garde à vue. À la différence de Mathey, Gateau nie dans un premier temps avoir participé de meurtre. Il est alors confronté aux expertises balistiques, désignant son arme comme étant celle du crime, ainsi qu’aux aveux circonstanciés de Mathey. Gateau finira par reconnaître avoir participé au meurtre, mais nie en être l’auteur, désignant Mathey comme auteur principal,,.
Le 14 juin 2005, Mathey, 25 ans, est mis en examen pour assassinat, tandis que Gateau, 48 ans, est mis en examen pour assassinat commis en état de récidive. Ils sont déferrés devant le juge d’instruction et placés en détention provisoire,,.
L’arrestation de Gateau fait grand bruit dans toute la France. Son statut de tueur récidiviste déjà condamné à la réclusion criminelle à perpétuité quinze années plus tôt provoque l'outrage du ministre de l’intérieur, Nicolas Sarkozy, qui prend la parole au sein de l'Assemblée nationale, s'insurgeant contre la libération de criminels dangereux, faisant porter la responsabilité sur les juges qui ont libéré Gateau en 2003,.
Dans les semaines suivant son incarcération, Gateau est soupçonné de l’assassinat de Christiane Commeau, commis dans des circonstances similaires. Disparue le 22 octobre 2004 à Chassieu, elle a été retrouvée morte, le 18 février 2005, dans un bois de Niévroz, tuée de deux balles de 22 Long Rifle. Gateau vivait à proximité des lieux au moment des faits. Les enquêteurs, convaincus d’avoir affaire à un tueur en série, sont cependant dans l’impossibilité de prouver son implication, Gateau refusant de parler et l’arme du crime n’étant pas retrouvée,.
En détention, Gateau et Mathey sont examinés par des experts psychiatres. Ceux-ci confirment le caractère manipulateur de Gateau envers ses complices, ainsi que sa propension à leur faire endosser la responsabilité du crime. Mathey, quant à lui, est décrit comme réservé et discret, avec une personnalité influençable, capable de commettre des faits graves si l’on exerce une pression suffisante sur lui,,.
La reconstitution du crime se déroule les 3 et 4 mai 2006, sur les lieux du crime. Elle permet de corroborer la version de Mathey, qui affirme que Gateau a contraint la victime à monter dans la voiture sous la menace d'une arme avant que les deux hommes ne s’arrêtent dans un bois et que Gateau contraigne Mathey à tirer, le menaçant de son pistolet,.
Le 6 février 2007, Gateau et Mathey sont renvoyés devant la Cour d’assises de Melun pour enlèvement, séquestration et assassinat, avec la circonstance aggravante de l’état de récidive pour Gateau. Seul Gateau fait appel de cette décision, estimant que le déchaînement médiatique dû aux déclarations de Nicolas Sarkozy le présente sous un jour trop défavorable. La chambre d’instruction de Paris confirme ce renvoi, le 18 mai 2007, pour ces mêmes faits. Cette décision est confirmée par la Cour de cassation, le 22 janvier 2008.

### Jugement dans l’affaire Crémel
Le 9 juin 2008, débute le procès de Gateau et Mathey, devant la Cour d’assises de Melun. Gateau est alors âgé de 51 ans, tandis que Mathey a 28 ans.
Mathey reconnaît avoir tiré les deux coups de feu sur Nelly Crémel, mais affirme avoir agi sous la pression de Gateau, comme l’avait déclaré Christian Gay 18 années auparavant. Gateau, quant à lui, reconnaît sa présence sur les lieux, mais désigne Mathey comme étant l'instigateur du crime et le seul auteur des coups de feu. Me Catherine Bahuchet, l’avocate de la famille Crémel, s’adresse à Gateau en lui demandant ce qui adviendrait si une troisième affaire similaire venait à arriver. L’accusé répond alors qu’il pourrait se dérouler la même chose, s’il ignore comment améliorer la situation.
Appelée à la barre, la famille de Nelly Crémel s’adresse à Gateau, en lui disant : « Vous n’êtes pas un monstre, c’est votre acte qui est monstrueux ». Ils affirment ne pas avoir de haine envers Gateau ni Mathey et éprouver une légère compassion à leur égard. Surpris par le témoignage, Gateau baisse la tête et verse une larme, semblant éprouver pour la première fois un remords.
L’avocate générale requiert, le 17 juin 2008, une peine de réclusion criminelle à perpétuité à l’encontre des deux accusés, en assortissant une période de sûreté de 22 ans contre Gateau. Me Edouard Martial, l’avocat de Gateau, évoque l’humanité de son client, plaidant l'atténuation de sa responsabilité par une jeunesse détruite par la violence. De son côté, Me Thierry Lévy, l’avocat de Mathey, insiste sur les remords de son client, rappelant les trois tentatives de suicide qu’il a effectuées en détention. Son crime, dit-il, le hante,,.
Le 18 juin 2008, Gateau est condamné à la réclusion criminelle à perpétuité, assortie d’une période de sûreté de 22 ans, conformément aux réquisitions. Mathey, quant à lui, est condamné à 30 ans de réclusion criminelle, assortis d’une période de sûreté de 16 ans,,,,.

### Vie en prison
Pendant sa détention, Gateau reste marié à Annick, qui lui a pardonné l’assassinat de Nelly Crémel, estimant ses deux années passées avec lui comme étant les meilleures de sa vie.
Mathey est éligible à une libération conditionnelle à compter du 14 juin 2021, mais la nouvelle de sa libération n'a pas été annoncée, si jamais elle a eu lieu.
Gateau, quant à lui, pourra bénéficier d’une libération à compter du 14 juin 2027, à l’âge de 70 ans. Il reste donc incarcéré, au moins jusqu'à cette date.

## Similitudes avec une autre affaire

### Assassinat de Christiane Commeau
Le 22 octobre 2004, Christiane Commeau, 55 ans, disparaît à proximité de son domicile de Chassieu, après être rentrée du supermarché. L’un de ses salariés, inquiet de constater son absence, prend l'initiative de se rendre à son appartement. Là, il découvre que les sacs de courses de Christiane sont restés dans l’entrée sans autre trace de sa présence. En outre, la Twingo de Christiane est garée à sa place, portes déverrouillées, ce qui n'est pas dans ses habitudes. Une information judiciaire pour « enlèvement et séquestration » est ouverte et des recherches sont effectuées,.
Le corps est découvert le 18 février 2005 par un bûcheron, dans un bois de Niévroz, située à une vingtaine de kilomètres de chez elle, entre le Canal de Miribel et la station d’épuration. L’autopsie réalisée révèle que Christiane a été battue et tuée de deux balles de carabine 22 Long Rifle dans la tête. Il est, en revanche, impossible de déterminer si elle a été violée, le corps étant en trop mauvais état,.
En 2009, l'enquête est transférée à la Section de recherche de Lyon pour procéder à de nouvelle recherches. Cette nouvelle enquête n'abouti a aucune avancée et le juge d’instruction prononce un non-lieu, en 2015,.
L’enquête est rouverte en août 2022, après sept ans d'inaction judiciaire. Le récent Pôle judiciaire dédié aux affaires criminelles non élucidées, créé quelques mois plus tôt, se saisit de l'enquête en octobre 2022,,.

### Un tueur en série?
L’arrestation de Gateau, en juin 2005, et son placement en détention provisoire pour l’assassinat de Nelly Crémel, provoque de forts soupçons le concernant. Les enquêteurs ne peuvent que constater les nombreuses similitudes entre les assassinats de Jeanine Brandlé et Nelly Crémel,.
- La victime est enlevée dans un endroit isolé,

- Le corps est retrouvé dans un bois,

- La victime est abattue de deux balles,

- La victime a été rouée de coups à la tête.

Il est noté également que Gateau s'adjoint chaque fois un complice. Dans l’affaire Commeau, Mathey est mis hors de cause, du fait qu’il n'a pas encore rencontré Gateau au moment des faits. L’arme du crime ne correspond pas non plus à celles retrouvées chez Gateau et Mathey. Il n'y a pas assez d’éléments à charge pour mettre Gateau en examen, même si les enquêteurs n’écartent pas l'hypothèse qu’il ait pu commettre ce crime en compagnie d’un complice inconnu.

## Polémique autour de la récidive
Le 14 juin 2005, Nicolas Sarkozy, alors ministre de l'intérieur, prend la parole à l’Assemblée  nationale, dans le cadre de l’affaire Crémel, pointant du doigt le juge Alain Hahn qu'il rend responsable de la remise en liberté conditionnelle de Gateau en 2003, alors qu’il était condamné à  la réclusion criminelle à perpétuité. Le juge Hahn avait déjà connu des critiques pour avoir libéré Pierre Bodein en mars 2004.

« Le juge doit payer pour sa faute »

— Nicolas Sarkozy
Il en découle une Loi relative au traitement de la récidive des infractions pénales, entrée en vigueur le 12 décembre 2005, renforçant les conditions de la libération des criminels jugés dangereux.
Élu Président de la République française, en mai 2007, Sarkozy instaure une loi de rétention de sûreté, le 25 février 2008, contribuant au placement dans un centre socio-médico-judiciaire de sûreté des prisonniers ayant exécuté leur peine mais présentant un risque très élevé de récidive.